# Restio micans
Restio micans là một loài thực vật có hoa trong họ Restionaceae. Loài này được Nees miêu tả khoa học đầu tiên năm 1830.